# Нерегулярен спътник
Нерегулярен спътник (на английски: irregular, понякога се използва ирегулярен) е естествен спътник на планета, чието движение се отличава от общите правила. Това може да е спътник, чиято орбита е по-изтеглена, т.е. с голям ексцентрицитет; спътник с ретроградно движение; спътник, орбитата на когото се характеризира с голям наклон спрямо екваториалната плоскост.